# مارکو کولر
مارکو کولر (انگلیسی: Marco Köller؛ زادهٔ ۲۵ ژوئن ۱۹۶۹) بازیکن فوتبال اهل آلمان است.
از باشگاه‌هایی که در آن بازی کرده‌است می‌توان به باشگاه فوتبال دویسبورگ و باشگاه فوتبال دینامو برلینر اشاره کرد.
وی همچنین در تیم ملی فوتبال آلمان شرقی بازی کرده‌است.